# مبامباو متسانجا
مبامباو متسانجا هي قرية تقع في جزيرة أنجوان في جزر القمر. بلغ عدد سكانها 3,534 نسمة حسب إحصاء عام 1991.